# Euzhan Palcy
Pour les articles homonymes, voir Palcy.
Euzhan Palcy, née le 13 janvier 1958 au Gros-Morne (Martinique), est une réalisatrice Martiniquaise.
Surtout connue pour ses films Rue Cases-Nègres et Une saison blanche et sèche, elle est la première femme réalisatrice noire à être produite par un studio hollywoodien (Metro Goldwyn Mayer), ce qui lui assure une reconnaissance internationale.

## Biographie

### Enfance et jeunesse
Enfant, dans sa Martinique natale, Euzhan Palcy se passionne pour le cinéma. Elle regarde les films de Fritz Lang, d’Alfred Hitchcock, de Billy Wilder ou d’Orson Welles, d'Ousmane Sembène, de François Truffaut et de Costa-Gavras. Elle écrit aussi des nouvelles et des poèmes. Sa sensibilité artistique se développe au contact de la réalité martiniquaise et de ses salles obscures. À travers les films américains, elle remarque que les comédiens noirs interprètent toujours les rôles les plus dégradants, les plus ridicules. Cette constante la choque et la révolte même,.
C’est en se plongeant dans la lecture de La Rue Cases-Nègres, le roman de Joseph Zobel qui raconte la Martinique des années 1930, que la condition des Noirs se révèle à elle. À 14 ans, elle fait du roman son livre de chevet. À force de le lire et relire, elle se découvre une ambition nouvelle : devenir cinéaste et porter à l’écran la voix des Noirs.

### Études et cinéma
Euzhan Palcy réalise, à 17 ans, pour la télévision française de Martinique son premier téléfilm, La Messagère. En 1975, elle s’envole pour Paris sur les conseils de son père qui l’encourage dans son amour du cinéma mais lui conseille aussi de s’inscrire à l’université. Diplômée de la faculté des lettres de Paris (lettres et théâtre), elle étudie également à l'École Louis-Lumière et se spécialise en tant que directeur de la photographie.

### Carrière

#### Rue Cases-Nègres
Euzhan Palcy, qui veut adapter La Rue Cases-Nègres au cinéma, rencontre François Truffaut, qui s'intéresse au projet de la réalisatrice, la soutient, distille ses conseils techniques et facilite les relations de la jeune réalisatrice avec les producteurs,.
En 1983, Rue Cases-Nègres émeut le public qui découvre la Martinique an tan lontan et l’existence miséreuse des familles noires attachées aux plantations de canne. Le film est un succès public. Le long métrage remporte dix-sept prix internationaux, en France et aux États-Unis.

#### Une saison blanche et sèche
Euzhan Palcy adapte ensuite Une saison blanche et sèche, le roman de l’écrivain sud-africain André Brink dans lequel il parle de son pays déchiré par l’apartheid et le racisme. Après le succès de son premier long métrage, elle peut mener à bien ce projet aux États-Unis. Marlon Brando, Zakes Mokae, Donald Sutherland et Susan Sarandon font partie de la distribution du film. Euzhan Palcy est la seule réalisatrice à avoir dirigé Marlon Brando. L’équipe tourne au Zimbabwe. Le film dénonce la ségrégation alors même que Nelson Mandela est encore emprisonné dans les geôles sud-africaines. Le film est aussi un succès public.[réf. nécessaire]
Elle reçoit, en 1989, le prix Orson Welles pour l'importance et la qualité de son travail (Orson Welles Prize for Special Cinematic Achievement), pour ce film. Mais Euzhan Palcy constate que dans la plupart des films occidentaux comme à la télévision, l’image des Noirs ne varie guère. Leur représentation reste dégradante ou secondaire dans la plupart des scénarios qu’on lui propose. Elle décide de rentrer en France et de se replonger dans la réalité de la vie martiniquaise.

#### Siméonet Césaire
Son retour prend forme à travers la réalisation de Siméon, « un conte antillais fantastique et musical, entre la vie et la mort dans lequel le fantôme d’un musicien, poète et séducteur célèbre, est le captif d’une petite fille, Orélie, dont il ne peut se délivrer qu’en accomplissant une bonne action », explique la réalisatrice. Kassav' compose la musique du film pour en faire une œuvre complète et fondamentalement antillaise. Bruno Coulais en compose la musique dramatique.
Euzhan Palcy désire aussi rendre un hommage à Aimé Césaire, celui qu’elle considère comme son père spirituel. En 1994, elle lui consacre une série de trois films documentaires, Aimé Césaire, une voix pour l’histoire, et passe plusieurs mois à capter son quotidien pour immortaliser son message.

#### Appel américain
Ressourcée, la cinéaste reprend ses projets aux États-Unis. En janvier 1999, la télévision américaine diffuse le film Le Combat de Ruby Bridges, une fresque historique qu’elle réalise et coproduit sur une enfant de cinq ans qui se bat pour mettre à bas les barrières de la discrimination raciale dans les années 1960.
Immédiatement après ce film, elle consacre trois ans à ce qui aurait été le « premier dessin animé noir produit par un studio américain » et dont l’action se déroule en Afrique de l’Ouest 2000 ans av. J.-C. Mais au moment de finaliser son projet, le producteur (la Fox) perd son studio d’animation et met un terme à la réalisation en cours.
En 2001, elle réalise The Killing Yard, un drame inédit sur la mutinerie de la prison d'Attica, qui a eu lieu 30 ans auparavant dans l’État de New York.

#### Depuis 2005
Au cours de l’année 2005, grâce au documentaire Parcours de dissidents, la cinéaste tente de corriger les oublis de l’Histoire en donnant la parole aux Antillais de la Seconde Guerre mondiale qui ont combattu aux côtés du général de Gaulle.
En 2011, le festival de Cannes lui rend hommage et projette en version restaurée Rue Cases-Nègres ; un collège martiniquais ainsi qu’une salle de cinéma dans l'Oise portent son nom,.

## Distinctions
Euzhan Palcy est citoyenne d'honneur de New York, Atlanta, La Nouvelle-Orléans.
Depuis 2013, elle est membre du Comité national pour la mémoire et l'histoire de l'esclavage (CNMHE).

## Décorations
- Officier de la Légion d'honneur (2018)[16]
- Officier de l'ordre national du Mérite (2009)[17]
- Grand compagnon de l'ordre de OR Tambo (Afrique du Sud) (2017)[18]

## Filmographie partielle

### Réalisatrice
- 1975 : La Messagère, téléfilm
- 1982 : L'Atelier du diable, court métrage
- 1983 : Rue Cases-Nègres
- 1989 : Une saison blanche et sèche (A Dry White Season)
- 1990 : Comment vont les enfants ?, documentaire de long métrage ; segment Hassane
- 1992 : Siméon, conte musical et fantastique antillais
- 1994 : Aimé Césaire, une voix pour l'Histoire, documentaire en trois parties :
  - L'Île veilleuse
  - Au rendez-vous de conquête
  - La Force de regarder demain
- 1998 : Le Combat de Ruby Bridges, téléfilm
- 2001 : The Killing Yard
- 2005 : Parcours de dissidents, documentaire
- 2007 : Les Mariées de l'isle Bourbon, téléfilm d'aventure en deux épisodes
- 2008 : L’Ami fondamental : Césaire/Senghor, documentaire inédit
- 2010 : Parcours de dissidents, sorti en DVD

### Scénariste
- 1975 : La Messagère
- 1982 : L'Atelier du diable
- 1983 : Rue Cases-Nègres
- 1983 : Dionysos réalisé par Jean Rouch
- 1989 : Une saison blanche et sèche (A Dry White Season)
- 1992 : Siméon, conte musical et fantastique antillais

### Productrice
- 1975 : La Messagère
- 1982 : L'Atelier du diable
- 1992 : Siméon, conte musical et fantastique antillais
- 1998 : Le Combat de Ruby Bridges, téléfilm
- 2005 : Parcours de dissidents, documentaire
- 2011 : Moly

## Récompenses
- Rue Cases Nègres, 17 prix internationaux dont :
  - 1983 Mostra de Venise : Lion d’Argent du meilleur premier film, prix d’interprétation féminine, prix de l’Office catholique, prix de l’Unesco[19]
  - 1984 Fespaco : Prix du public
  - 1984 César de la meilleure première œuvre[20]
- Une saison blanche et sèche (MGM)
  - 1989 Prix Orson Welles for best achievement
  - 1989 Prix Barclay du meilleur film (Lausanne)
  - Nomination aux Oscars et prix d'interprétation masculine au Festival international du film de Tokyo pour Marlon Brando
- Siméon
  - 1993 Corbeau d'Argent au Festival international du Film fantastique de Bruxelles
  - 1993 Prix du meilleur film pour la jeunesse (Italie)
  - 1993 Fespaco : Prix de l'Institut des Peuples noirs
  - 1993 Festival de Philadelphie : Prix du public
- The Killing Yard (Paramount)
  - 2002 Marteau d'argent du meilleur film sur la justice par le barreau américain[21], catégorie Television Dramas
- Le Combat de Ruby Bridges (Disney)
  - 1998 Christopher Award du meilleur film
  - 1998 Humanitas Prizes
  - 1998 National Educational Media Network, USA Gold Apple
  - 1998 Young artist award Best Performance in a TV Movie or Series - Young Actress Age Ten or Under
- Aimé Césaire : une voix pour l’Histoire
  - The National Black Programming Consortium Award of Excellence
- Oscar d'honneur en 2022[22]

## Rétrospectives
- Rétrospective Euzhan Palcy, au Centre Pompidou, à Paris, du 8 au 19 novembre 2023[23].

### Radio
- « Euzhan Palcy : "Dans mon cinéma, je ne veux pas trahir l'Histoire" », France Culture, Les Midis de Culture, le 7 novembre 2023

### Vidéos
- Conférences de l'université des Antilles et de la Guyane
  - « Encres noires. Ecrans noirs. Le cinéma de Euzhan Palcy »
  - « Joseph Zobel et Euzhan Palcy : deux architectes du rêve et des arts caribéens »